# Wolfgang Doebeling
Wolfgang Doebeling (* 24. April 1950 in Stuttgart) ist ein deutscher Publizist, Musikkritiker, Radiomoderator und Veranstalter.

## Biografie
Doebeling wuchs in Stuttgart auf, wo er 1950 geboren wurde. Nach dem Abitur und der Ableistung des zivilen Ersatzdienstes zog er 1971 nach Berlin und studierte bis 1978 an der Freien Universität Philosophie, Politologie und Publizistik. Daneben war er für links. Sozialistische Zeitung, herausgegeben vom Sozialistischen Büro (kurz: SB) Offenbach/M. tätig und baute einen Vertrieb für internationale Musikzeitschriften auf.
Ende der 1970er Jahre kam Doebeling mit der Hörfunkredaktion des SFB2-Jugendmagazins s-f-beat in Kontakt und gestaltete sowie moderierte Sendungen. Darunter bis Ende 1986 die monatlich ausgestrahlten Kicks on 45 – unter dem Pseudonym Ted Baxter (Sendetermin: samstags 18:05 bis 19:00 Uhr).
Von 1981 an arbeitete er als freier Autor für das Berliner Stadtmagazin tip. Dort verfasste er u. a. die Singles-Kolumne im Musikteil und schrieb regelmäßig Platten-Kritiken, Konzertberichte und Musiker-Porträts. Die blattprägende Tätigkeit („maßgeblicher Musikautor“) für den tip endete 1986, nachdem von einer Redakteurin eine LP-Kritik gestrichen wurde. In den 1990er-Jahren erschienen gelegentlich wieder Beiträge von Doebeling im tip. Als Juror des tip-Plattenspiegel war er bis 2022 aktiv.
Im Jahr 1984 gründete Doebeling das Label Exile Records, unter dem Motto (in Anlehnung an die Radiosendung) „Kicks On 45 Help You Stay Alive“. Dessen erste Veröffentlichungen sind je zwei 7"-Singles der Berliner Bands The Legendary Golden Vampires und The Nirvana Devils. Finaler Eintrag im Katalog des „Ein-Mann-Betriebs“, der ausschließlich „erlesenes Qualitäts-Vinyl“ pressen lässt, ist die (im September 1996 aufgenommene) limitierte 7"-Single Riding The Range/Dirty Old Town von Townes Van Zandt. Mit dem „besten Songwriter der Welt“ (Steve Earle) verband den Labeleigner eine langjährige Freundschaft und Zusammenarbeit.

### Roots
Über dreißig Jahre lang gestaltete und moderierte Doebeling wöchentlich die sonntägliche Radiosendung Roots. Die erste Ausgabe wurde am 7. Februar 1988 von 23:05 bis 00:00 Uhr auf SFB2 ausgestrahlt. Die Sendung trug in den ersten Jahren den Untertitel „Musik für alle Zeiten“. Im Mai 1990 wechselte die Sendung zum neuen SFB-Jugendsender Radio 4U und wurde auf zwei Stunden Sendezeit (von 22:00 bis 00:00 Uhr) verlängert. Nach dem Aus für Radio 4U wanderte „die Schatzinsel in der lumpigen Radiolandschaft“ (Der Tagesspiegel) ab 1993 zurück zu SFB2, das bald in Radio B2 umbenannt wurde. Dort drohte Mitte 1994 den Musiksendungen ein redaktioneller Kahlschlag. Durch die Standfestigkeit Doebelings und mehrerer Presseartikel lenkte der Sender ein und ließ Roots unverändert weiterlaufen. Auch Radio MultiKulti übernahm (bis zur Einstellung 2008) die Sendung, die dadurch weit über den Berliner Raum hinaus Verbreitung fand, da weitere ARD-Hörfunksender (u. a. der WDR) und EBU-Partner Sendungen von Radio MultiKulti in ihre Programme aufnahmen. Im August 1997 starteten SFB und ORB den Sender radioeins. Roots war dort von Anfang an sonntags von 23:05 bis 1:00 Uhr zu hören.
Die Produktion von Roots fand bis dahin stets im Berliner Haus des Rundfunks in der Masurenallee statt. Ohne Ankündigung erfolgte 2014 der Abriss des letzten dort noch mit EMT-Plattenspielern ausgestatteten Studios. Da der „Missionar namens Wolfgang Doebeling“ in seiner Sendung ausschließlich Schallplatten spielte und das radioeins-Studio in Potsdam-Babelsberg nicht entsprechend ausgerüstet war, drohte erneut das Ende. Deutschlandradio Kultur sprang auf Basis des Produktionshilfeabkommens mit der ARD ein, Roots wurde seitdem im ehemaligen RIAS-Gebäude in Berlin-Schöneberg aufgezeichnet. Ab April 2020 konnte die Sendung wegen Corona-Schutzmaßnahmen nicht weiter produziert werden. Roots kam ab September 2020 für siebzehn Ausgaben zurück ins radioeins-Programm, bis am 27. Dezember 2020, bedingt durch umstrittene Entscheidungen der Senderleitung, die letzte Sendung lief. Zahlreiche Hörerbeschwerden und eine Online-Petition ("Roots" fehlt!!!) konnten die Senderverantwortlichen nicht umstimmen.
Roots gilt als eine der langlebigsten Radiosendungen Deutschlands. In ihr wurde gegraben „nach den Wurzeln aller Ingredienzien, die einst zur […] Initialzündung führten, nach Blues, Country, Bluegrass und Hillbilly, und umgekehrt nach allem, was diesem Urknall der Pop-Kultur bis zum heutigen Tag gefolgt ist. Das ist kein Kraut-und-Rüben-Laden, mit den Hits der … usw., den der Musikfachmann jeden Sonntagabend von 23 bis 1 Uhr für seine Hörer aufmacht, sondern vielmehr das akustische Begleitprogramm seiner Suche nach musikalischer Qualität und Zusammenhängen“. Die meistgespielten Künstler und Bands in der „einzigartigen und beglückenden Musiksendung“ (taz) waren The Rolling Stones, George Jones und Bob Dylan.

### BID
Von 1988 bis 1992 leitete und organisierte Doebeling die Berlin Independence Days (kurz: BID). Die „internationale Konferenz und Messe für den unabhängigen Musikbetrieb“ startete, initiiert und finanziell unterstützt vom Berliner Senat, im Zuge der Ernennung West-Berlins zur „Kulturstadt Europas“. Im Rahmen der BID fanden in der Stadt insgesamt über 300 Live-Konzerte (mit Künstlern aus mehr als 60 Ländern) statt, die große Resonanz erfuhren, sowie Seminare mit Vorträgen, Workshops und Diskussionsrunden.

### Rolling Stone Germany
Doebeling verfasst Artikel und Kritiken in der monatlich erscheinenden deutschen Ausgabe des Rolling Stone. In jeder Ausgabe stellt er in Kicks - Favoriten auf 33 meist drei aktuelle Alben vor. 45s heißt seine Singles-Kritik-Spalte. Im Reissues-Teil empfiehlt und bewertet er in Vinyl Picks Neuauflagen klassischer Alben populärer Musik. Im Impressum wird er als „ständiger Mitarbeiter“ bzw. über viele Jahre hervorgehoben als „Autor“ aufgeführt. Seine Mitarbeit bei dem deutschsprachigen Popkultur-Periodikum begann mit der zweiten Ausgabe 12/1994. Im März-Heft 1995 findet sich die Premiere seiner Singles-Kolumne. In den Folgejahren lancierte er Reihen und Specials wie My Typewriter, Die musikalischen Meilensteine der…, Alte Meister und Vergessene & verkannte Meisterwerke. In Drucksachen rezensierte er jahrelang die wichtigsten Musikbücher-Neuerscheinungen. Ohne Unterbrechung ist er unter den Autoren für Die besten Alben des Jahres (Kritikerpoll) vertreten.

## Schriften/Veröffentlichungen (Auswahl)
- Time Waits For No One. In: Michael Naumann, Boris Penth (Hg.): Living in a Rock'n'Roll Fantasy. Verlag Ästhetik und Kommunikation, Berlin 1979, S. 125–153.
- No Expectations. In: Tibor Kneif (Hg.): Rock in den 70ern. Jazzrock, Hardrock, Folkrock und New Wave. Rowohlt, Reinbek bei Hamburg 1980, S. 126–136.
- Good Times, Bad Times. In: Tibor Kneif (Hg.): Rock in den 70ern. Jazzrock, Hardrock, Folkrock und New Wave. Rowohlt, Reinbek bei Hamburg 1980, S. 246–281.
- Set Me Free. In: Frank Schäfer (Hg.): The Boys Are Back in Town. Schwarzkopf & Schwarzkopf, Berlin 2000, S. 22–26.
- Both Ends Burning. In: Frank Schäfer (Hg.): A Tribute To Jimi Hendrix. Schwarzkopf & Schwarzkopf, Berlin 2002, S. 32–38.
- Vorwort. In: John Peel/Sheila Ravenscroft: John Peel - Memoiren des einflussreichsten DJs der Welt. Rogner & Bernhard bei Zweitausendeins, München 2006.
- Pleased To Meet You. Interviews mit Musikern. Fink, München 2012.
- Vorwort. In: Hermann Anschlag: Favourite 45s - 200 der großartigsten Singles aller Zeiten. Otis, Erlangen 2012.
- Geweint. Schwerer Abschied: tip-Musikredakteur Hagen Liebing ist tot. Sein Freund und Mentor Wolfgang Doebeling erinnert sich an die letzten Stunden und die alten Zeiten. In: tip Berlin. Nr. 21/2016, S. 70–75.